# Élections générales manitobaines de 2011
L'élection générale manitobaine de 2011 (40e élection générale) s'est tenue afin d'élire les membres de l'Assemblée législative du Manitoba. Elle a eu lieu le 4 octobre 2011 en raison d'une nouvelle loi d'élection à date fixe. Dans la précédente législature, le Nouveau Parti démocratique du Manitoba (NPD) détenait 36 des 57 sièges, le Parti progressiste-conservateur du Manitoba (PC) en détenait 19 et le parti libéral du Manitoba en détenait un, après que Kevin Lamoureux abandonna son siège de la circonscription de Inkster pour se présenter candidat libéral dans une élection fédérale partielle.
Après le dernier recensement, les limites des districts électoraux furent ajustés. Il y a 57 districts électoraux.
Bien qu'elle fût perçue comme une course serrée durant la campagne électorale, le NPD prit 37 sièges – 1 de plus qu'en 2007 – remportant ainsi la plus importante majorité à ce jour, alors que le PC ne fit aucun gain. Le chef du PC, Hugh McFadyen a annoncé rapidement après qu'il abandonnait son poste.

## Chronologie
- 15 novembre 2008 : Andrew Basham démissionne comme chef du Parti vert. Il a été remplacé par James Beddome.

- 18 octobre 2009 : L'ancien premier ministre du Manitoba Néo-démocrate Gary Doer quitte la politique manitobaine, que le premier ministre du Canada Stephen Harper le nomme ambassadeur du Canada aux États-Unis. Il a été remplacé par le nouveau chef du Nouveau Parti démocratique du Manitoba et Premier ministre de la province canadienne du Manitoba Greg Selinger.

## Résultats du 4 octobre 2011
| Parti | Parti                     | Chef                | # de candidats | Sièges | Sièges      | Sièges | Sièges   | Voix    | Voix    | Voix    |
| Parti | Parti                     | Chef                | # de candidats | 2007   | Dissolution | Élus   | % Diff.  | #       | %       | Diff.   |
| ----- | ------------------------- | ------------------- | -------------- | ------ | ----------- | ------ | -------- | ------- | ------- | ------- |
|       | Néo-démocrate             | Greg Selinger       | 57             | 36     | 36          | 37     | +2,78 %  | 199 069 | 46,00 % | -2,00 % |
|       | Progressiste-conservateur | Hugh McFadyen       | 57             | 19     | 18          | 19     | 00,00 %  | 188 535 | 43,86 % | +5,97 % |
|       | Libéral                   | Jon Gerrard         | 57             | 2      | 1           | 1      | −50,00 % | 32 418  | 7,53 %  | −4,59 % |
|       | Vert                      | James Beddome       | 32             | 0      | 0           | 0      | -        | 10 886  | 2,52 %  | +1,47 % |
|       | Communiste                | Darrell Rankin (en) | 4              | 0      | 0           | 0      | -        | 179     | 0,04 %  | -0.05 % |
|       | Indépendant               | Indépendant         | 1              | 0      | 0           | 0      | -        | 215     | 0,05 %  | -0.25 % |
|       | Vacant                    | Vacant              | Vacant         | Vacant | 2           |        |          |         |         |         |
| Total | Total                     | Total               | 208            | 57     | 57          | 57     | —        | 431,302 | 55.77%  | -0.98%  |

## Sondages
| Dernier jour du sondage | NPD   | P.-C. | Libéral | Vert | Sondeur    | Échantillon | Marge d'erreur | Source |
| ----------------------- | ----- | ----- | ------- | ---- | ---------- | ----------- | -------------- | ------ |
| Dernier jour du sondage |       |       |         |      | Sondeur    | Échantillon | Marge d'erreur | Source |
| Résultats du vote       | 46,00 | 43,86 | 7,53    | 2,52 |            |             |                |        |
| 29 juin 2011            | 44    | 44    | 9       | 3    | Probe      | NC          | NC             | PDF    |
| 23 mars 2011            | 35    | 47    | 14      | NC   | Probe      | NC          | NC             | PDF    |
| 12 décembre 2010        | 38    | 42    | 15      | NC   | Probe      | NC          | NC             | PDF    |
| 15 novembre 2010        | 37    | 46    | 13      | 4    | Angus Reid | 800         | ± 3,5          | PDF    |
| 30 septembre 2010       | 40    | 42    | 12      | NC   | Probe      | NC          | NC             | PDF    |
| 27 août 2010            | 34    | 49    | 12      | 4    | Angus Reid | 800         | ± 3,5          | PDF    |
| 3 juillet 2010          | 41    | 40    | 13      | 4    | Probe      | NC          | NC             | PDF    |
| 10 juin 2010            | 36    | 48    | 13      | 3    | Angus Reid | NC          | NC             | PDF    |
| 29 mars 2010            | 42    | 39    | 11      | 8    | Probe      | NC          | NC             | PDF    |
| 18 mars 2010            | 37    | 44    | 13      | 3    | Angus Reid | NC          | NC             | PDF    |
| Décembre 2009           | 47    | 37    | 11      | 4    | Probe      | NC          | NC             | PDF    |
| Septembre 2009          | 45    | 38    | 12      | NC   | Probe      | NC          | NC             | PDF    |
| Juillet 2009            | 45    | 36    | 14      | NC   | Probe      | NC          | NC             | PDF    |
| Juin 2009               | 43    | 35    | 22      | NC   | Environics | NC          | NC             | HTML   |
| Avril 2009              | 49    | 37    | 12      | NC   | Environics | NC          | NC             | HTML   |
| Mars 2009               | 46    | 36    | 13      | NC   | Probe      | NC          | NC             | PDF    |
| Décembre 2008           | 41    | 43    | 10      | NC   | Probe      | NC          | NC             | PDF    |
| Septembre 2008          | 43    | 39    | 13      | NC   | Probe      | NC          | NC             | PDF    |
| Juin 2008               | 46    | 36    | 13      | NC   | Probe      | NC          | NC             | PDF    |
| Mars 2008               | 46    | 38    | 13      | NC   | Probe      | NC          | NC             | PDF    |
| Élection de 2007        | 48,00 | 37,89 | 12,39   | 1,34 |            |             |                |        |

## Candidats

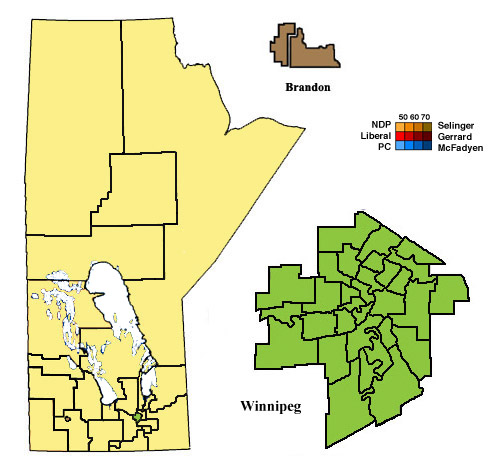
Carte des circonscriptions lors des élections de 2011.

### Candidats par circonscription
Légende
- gras indique un membre du conseil exécutif ou un chef de parti
- italique indique un candidat potentiel n'ayant pas reçu la nomination de son parti
- † indique un député sortant n'étant pas candidat

#### Manitoba Nord
| Circonscription | Candidats            | Candidats                 | Candidats        | Candidats    | Candidats  | Candidats         | Député sortant        |
| Circonscription | Néo-démocrate        | Progressiste-conservateur | Libéral          | Vert         | Communiste | Indépendant/autre | Député sortant        |
| --------------- | -------------------- | ------------------------- | ---------------- | ------------ | ---------- | ----------------- | --------------------- |
| Flin Flon       | Clarence Pettersen   | Darcy Linklater           | Thomas Heine     | Saara Harvie |            |                   | Gerard Jennissen (en) |
| Kewatinook      | Éric Robinson (en)   | Michael Birch             | Orville Woodford | Philip Green |            |                   | Éric Robinson (en)    |
| Le Pas          | Frank Whitehead (en) | Alfred McDonald           | Girma Tessema    |              |            |                   | Frank Whitehead (en)  |
| Thompson        | Steve Ashton (en)    | Anita Campbell            | Ken Dillen (en)  |              |            |                   | Steve Ashton (en)     |

#### Sud-Ouest
| Circonscription | Candidats           | Candidats                 | Candidats         | Candidats      | Candidats           | Candidats         | Député sortant           |
| Circonscription | Néo-démocrate       | Progressiste-conservateur | Libéral           | Vert           | Communiste          | Indépendant/autre | Député sortant           |
| --------------- | ------------------- | ------------------------- | ----------------- | -------------- | ------------------- | ----------------- | ------------------------ |
| Agassiz         | Amity Sagness       | Stu Briese                | Gary Sallows      | Kate Storey    |                     |                   | Nouvelle circonscription |
| Arthur-Virden   | Garry Draper        | Larry Maguire             | Murray Cliff (en) |                |                     |                   | Larry Maguire            |
| Brandon-Est     | Drew Caldwell (en)  | Mike Waddell (en)         | Shaun Cameron     | Vanda Fleury   |                     |                   | Drew Caldwell (en)       |
| Brandon-Ouest   | Jim Murray          | Reg Helwer                | George Buri       |                | Lisa Gallagher (en) |                   | Rick Borotsik (en)       |
| Dauphin         | Stan Struthers (en) | Lloyd McKinney            | Sisay Tessema     | Tamela Friesen |                     |                   | Nouvelle circonscription |
| Mont-Riding     | Albert Parsons      | Leanne Rowat (en)         | Carl Hyde         | Signe Knutson  |                     |                   | Nouvelle circonscription |
| Spruce Woods    | Cory Szczepanski    | Cliff Cullen (en)         | Trenton Zazalak   |                |                     |                   | Nouvelle circonscription |
| Swan River      | Ron Kostyshyn       | Dave Powell               | Reynald Cook      |                |                     |                   | Rosann Wowchuk           |

#### Centre
| Circonscription    | Candidats        | Candidats                 | Candidats | Candidats | Candidats  | Candidats         | Député sortant           |
| Circonscription    | Néo-démocrate    | Progressiste-conservateur | Libéral   | Vert      | Communiste | Indépendant/autre | Député sortant           |
| ------------------ | ---------------- | ------------------------- | --------- | --------- | ---------- | ----------------- | ------------------------ |
| Emerson            |                  | Cliff Graydon             |           |           |            |                   | Cliff Graydon            |
| Gimli              | Peter Bjornson   | Jeff Wharton              |           |           |            |                   | Peter Bjornson           |
| Entre-les-Lacs     | Tom Nevakshonoff | John Zasitko              |           |           |            |                   | Tom Nevakshonoff         |
| Lakeside           |                  | Ralph Eichler             |           |           |            |                   | Ralph Eichler            |
| Midland            |                  | Blaine Pedersen           |           |           |            |                   | Nouvelle circonscription |
| Morden-Winkler     |                  |                           |           |           |            |                   | Nouvelle circonscription |
| Morris             |                  | Mavis Taillieu            |           |           |            |                   | Mavis Taillieu           |
| Portage-la-Prairie |                  | David Faurschou           |           |           |            |                   | David Faurschou          |

#### Eastman
| Circonscription | Candidats     | Candidats                 | Candidats | Candidats | Candidats  | Candidats         | Député sortant           |
| Circonscription | Néo-démocrate | Progressiste-conservateur | Libéral   | Vert      | Communiste | Indépendant/autre | Député sortant           |
| --------------- | ------------- | ------------------------- | --------- | --------- | ---------- | ----------------- | ------------------------ |
| Chemin-Dawson   |               |                           |           |           |            |                   | Nouvelle circonscription |
| Lac-du-Bonnet   |               | Gerald Hawranik           |           |           |            |                   | Gerald Hawranik          |
| La Vérendrye    | Ron Lemieux   |                           |           |           |            |                   | Ron Lemieux              |
| Steinbach       |               | Kelvin Goertzen           |           |           |            |                   | Kelvin Goertzen          |
| Saint-Paul      |               | Ron Schuler               |           |           |            |                   | Nouvelle circonscription |
| Selkirk         | Greg Dewar    |                           |           |           |            |                   | Greg Dewar               |

#### Winnipeg Nord-Ouest
| Circonscription | Candidats       | Candidats                 | Candidats            | Candidats | Candidats  | Candidats         | Député sortant           |
| Circonscription | Néo-démocrate   | Progressiste-conservateur | Libéral              | Vert      | Communiste | Indépendant/autre | Député sortant           |
| --------------- | --------------- | ------------------------- | -------------------- | --------- | ---------- | ----------------- | ------------------------ |
| Burrows         | Doug Martindale |                           |                      |           |            |                   | Doug Martindale          |
| Kildonan        | Dave Chomiak    |                           |                      |           |            |                   | Dave Chomiak             |
| Point Douglas   | George Hickes   |                           |                      |           |            |                   | George Hickes            |
| Saint-Johns     | Gord Mackintosh |                           |                      |           |            |                   | Gord Mackintosh          |
| The Maples      | Mohinder Saran  | Jose Tomas                |                      |           |            |                   | Mohinder Saran           |
| Tyndall Park    |                 |                           | Roldan Sevillano Jr. |           |            |                   | Nouvelle circonscription |

#### Winnipeg Nord-Est
| Circonscription | Candidats     | Candidats                 | Candidats | Candidats     | Candidats  | Candidats         | Député sortant    |
| Circonscription | Néo-démocrate | Progressiste-conservateur | Libéral   | Vert          | Communiste | Indépendant/autre | Député sortant    |
| --------------- | ------------- | ------------------------- | --------- | ------------- | ---------- | ----------------- | ----------------- |
| Concordia       | Matt Wiebe    |                           |           | Ellen Young   |            |                   | Matt Wiebe        |
| Elmwood         | Bill Blaikie  |                           |           | James Beddome |            |                   | Bill Blaikie      |
| Radisson        | Bidhu Jha     |                           |           |               |            |                   | Bidhu Jha         |
| River East      | Kurt Penner   | Bonnie Mitchelson         |           |               |            |                   | Bonnie Mitchelson |
| Rossmere        | Erna Braun    |                           |           |               |            |                   | Erna Braun        |
| Saint-Boniface  | Greg Selinger |                           |           |               |            |                   | Greg Selinger     |
| Transcona       | Daryl Reid    |                           |           |               |            |                   | Daryl Reid        |

#### Winnipeg Ouest
| Circonscription | Candidats           | Candidats                 | Candidats | Candidats | Candidats  | Candidats         | Député sortant      |
| Circonscription | Néo-démocrate       | Progressiste-conservateur | Libéral   | Vert      | Communiste | Indépendant/autre | Député sortant      |
| --------------- | ------------------- | ------------------------- | --------- | --------- | ---------- | ----------------- | ------------------- |
| Assiniboia      | Jim Rondeau         |                           |           |           |            |                   | Jim Rondeau         |
| Charleswood     |                     | Myrna Driedger            |           |           |            |                   | Myrna Driedger      |
| Kirkfield Park  | Sharon Blady        | Kelly de Groot            |           |           |            |                   | Sharon Blady        |
| Saint-James     | Bonnie Korzeniowski | Scott Gillingham          |           |           |            |                   | Bonnie Korzeniowski |
| Tuxedo          |                     | Heather Stefanson         |           |           |            |                   | Heather Stefanson   |

#### Winnipeg Centre
| Circonscription | Candidats       | Candidats                 | Candidats   | Candidats | Candidats  | Candidats         | Député sortant           |
| Circonscription | Néo-démocrate   | Progressiste-conservateur | Libéral     | Vert      | Communiste | Indépendant/autre | Député sortant           |
| --------------- | --------------- | ------------------------- | ----------- | --------- | ---------- | ----------------- | ------------------------ |
| Fort Rouge      | Jennifer Howard |                           |             |           |            |                   | Jennifer Howard          |
| Logan           |                 |                           |             |           |            |                   | Nouvelle circonscription |
| Minto           | Andrew Swan     |                           |             |           |            |                   | Andrew Swan              |
| River Heights   |                 | Martin Morantz            | Jon Gerrard |           |            |                   | Jon Gerrard              |
| Wolseley        | Rob Altemeyer   |                           |             |           |            |                   | Rob Altemeyer            |

#### Winnipeg Sud
| Circonscription      | Candidats         | Candidats                 | Candidats         | Candidats | Candidats  | Candidats         | Député sortant           |
| Circonscription      | Néo-démocrate     | Progressiste-conservateur | Libéral           | Vert      | Communiste | Indépendant/autre | Député sortant           |
| -------------------- | ----------------- | ------------------------- | ----------------- | --------- | ---------- | ----------------- | ------------------------ |
| Fort Garry-Riverview |                   |                           |                   |           |            |                   | Nouvelle circonscription |
| Fort Richmond        |                   |                           |                   |           |            |                   | Nouvelle circonscription |
| Fort Whyte           |                   | Hugh McFadyen             |                   |           |            |                   | Hugh McFadyen            |
| Riel                 | Christine Melnick | Rochelle Squires          |                   |           |            |                   | Christine Melnick        |
| Rivière-Seine        | Theresa Oswald    |                           |                   |           |            |                   | Theresa Oswald           |
| Southdale            | Erin Selby        | Judy Eastman              |                   |           |            |                   | Erin Selby               |
| Saint-Norbert        | Marilyn Brick     | Karen Velthuys            | Marcel Laurendeau |           |            |                   | Marilyn Brick            |
| Saint-Vital          | Nancy Allan       |                           |                   |           |            |                   | Nancy Allan              |

## Changement parmi les députés

### Députés sortants ne présentant pas à la réélection
Les députés suivants ont annoncé ne pas vouloir présenter leur candidature. Les boites ci-dessous indiquent les députés qui siégeaient à l'Assemblée législative au moment du déclenchement des élections.

### Députés défaits
Les boites ci-dessous indiquent les députés qui se représentaient lors de l'élection, mais qui n'ont pas été réélus.

### Nouveaux députés
Les boites ci-dessous indiquent les nouveaux députés qui font leur entrée à l'Assemblée législative à la suite de l'élection.

## Source
- (en) Cet article est partiellement ou en totalité issu de l’article de Wikipédia en anglais intitulé « Manitoba general election, 2011 » (voir la liste des auteurs).